# Cordylus cordylus
Espèce
Statut de conservation UICN

 LC  : Préoccupation mineure
Statut CITES
Synonymes
- Lacerta cordylus Linnaeus, 1758
- Cordylus verus Laurenti, 1768
- Cordylus dorsalis Cuvier, 1829
- Cordylus griseus Cuvier, 1829
- Zonurus vertebralis Gray, 1838
- Zonurus cordylus flavus Rose, 1926
- Zonurus cordylus tasmani Power, 1930

Cordylus cordylus est une espèce de sauriens de la famille des Cordylidae.

## Répartition
Cette espèce se rencontre en Afrique du Sud, en Angola, au Botswana, au Zimbabwe, au Mozambique, en Zambie, au Malawi, en Tanzanie et au Kenya.

## Publication originale
- Linnaeus, 1758 : Systema naturae per regna tria naturae, secundum classes, ordines, genera, species, cum characteribus, differentiis, synonymis, locis, ed. 10 (texte intégral).